# Moor Mother

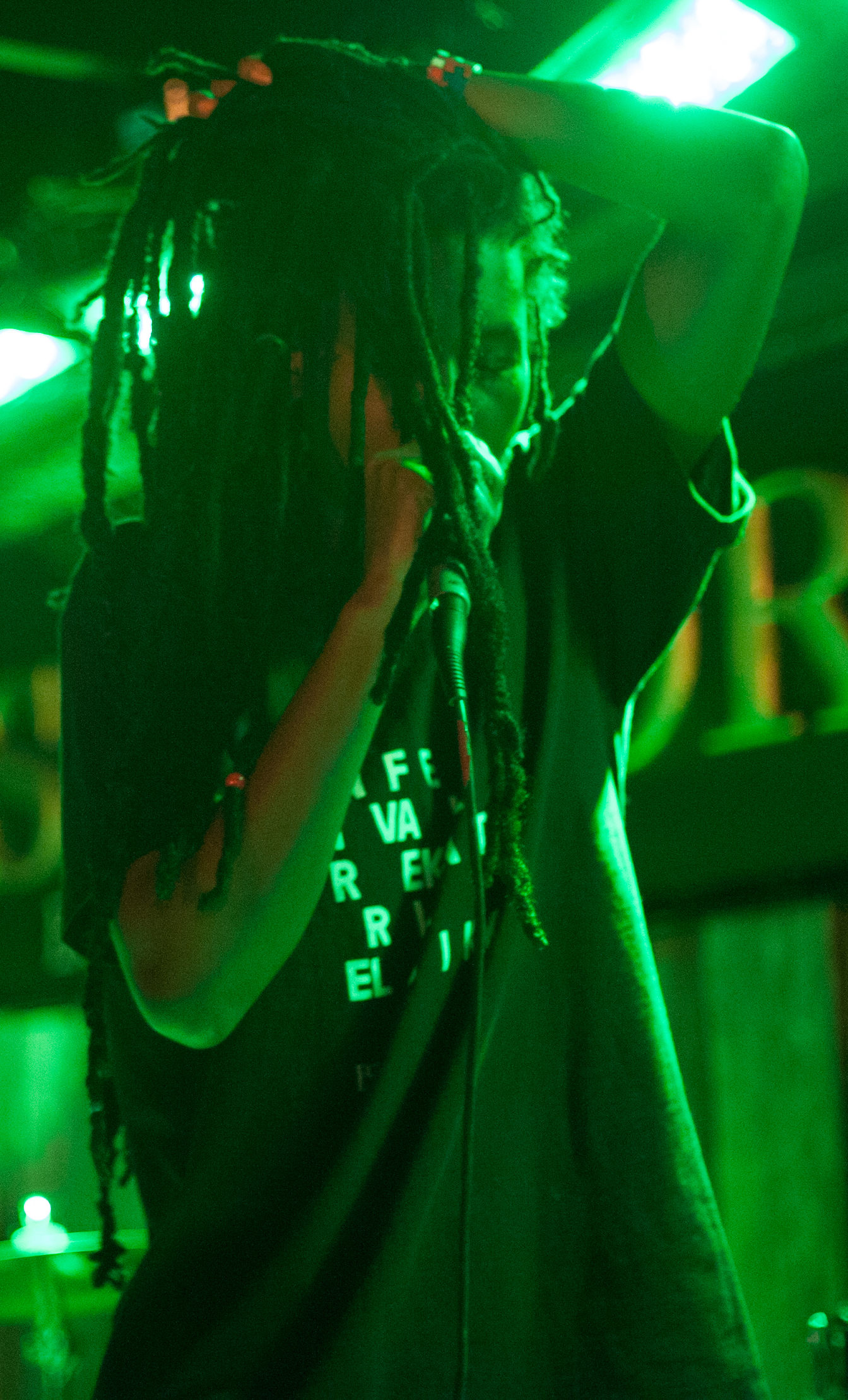
Moor Mother (2017)

Moor Mother, eigentlich Moor Mother Goddess („maurische Muttergöttin“), (* 19. November 1976 in Aberdeen (Maryland) als Camae Ayewa) ist eine amerikanische Dichterin, Musikerin und Aktivistin. Sie macht einen punkig-elektronischen Rap, den sie selbst mit so unterschiedlichen Begriffen wie „Black Ghost Songs“, „Witch Rap“ „Coffee Shop Riot Gurl Songs“ bezeichnet und bildet zusammen mit ihrer Partnerin Rasheedah Phillips das Kollektiv Black Quantum Futurism.

## Leben und Wirken
Ayewa besuchte als Kind mit ihren Eltern Auftritte von Public Enemy und den Beastie Boys, aber auch Patti LaBelle. Diese inspirieren sie dazu, auch jenseits des Kirchenchors selbst zu singen und zu rappen. In Philadelphia studierte sie ab 1999 am Art Institute Fotografie. Mit Rebecca Roe gründete sie 2005 die Band Mighty Paradocs. Als Sängerin und Bassistin trat sie parallel in der Punkband Girls Dressed As Girls auf.
Daneben startete sie eine Karriere als Rapperin bei Open Mics; sie machte erste Lo-Fi-Produktionen zu Hause auf dem Tablet-Computer. Seit 2012 tritt sie als Moor Mother Goddess auf. Dabei mischt sie in ihrem Heimstudio historische Aufnahmen mit den eigenen Aufnahmen. „Ihre Texte sind unverschlüsselt und wütend (‚Everything ain’t ok‘), gespickt mit Zitaten afroamerikanischer Bürgerrechtler, Opfer von Rassismus“ und sind unterlegt mit rituellen Trommeln, Gospelgesang oder gesampelten Passagen aus John Coltranes ekstatischem Saxophonspiel. In ihren Raps und den politischen Aktionen von Black Quantum Futurism in den Sozialwohnungsblocks nimmt sie direkt Bezug auf den sog. Afrofuturismus.
Via Bandcamp veröffentlichte Moor Mother innerhalb kürzester Zeit zahlreiche EPs, Splits, Singles und Minialben. Ihr erstes physisches Album Fetish Bones erschien 2016 bei Don Giovanni Records. 2017 veröffentlichte sie die gemeinsam mit Mental Jewelry entstandene EP Crime Waves. Nur kurze Zeit später folgte mit The Motionless Present ihr zweites Album. Das nachfolgende Album Analog Fluids of Sonic Black Holes, das sich klanglich zwischen Hip-Hop und Industrial bewegte, erschien Ende 2019.
Gemeinsam mit Keir Neuringer am Saxophon, Aquiles Navarro an der Trompete, Luke Stewart am Bass und Schlagzeuger Tcheser Holmes bildete sie als Camae Ayewa die Gruppe Irreversible Entanglements. Dieses Quintett veröffentlichte nach dem gleichnamigen Debütalbum (2017) und einem Live-Mitschnitt 5.4.18 aus dem Cafe Oto (mit Pat Thomas) die Alben Who Sent You? (2020), Open the Gates (2021) und Protect Your Light (2023).
Moor Mothers Album Jazz Codes (2022) war zunächst als Gedichtbuch zu Ehren von Größen wie Woody Shaw, Amina Claudine Myers und Mary Lou Williams konzipiert. Anfang 2020 bat sie den schwedischen Produzenten Olof Melander um Jazz-Loops, um daraus eine CD zur Begleitung der Veröffentlichung ihrer Gedichtsammlung zu erstellen. Mit den Tonspuren von Melander arbeitete sie und schuf im Unterschied zum geräuschbetonten Sound ihrer früheren Alben Songs, die sie mit Beiträgen von Instrumentalisten wie Nicole Mitchell, Jason Moran, Aquiles Navarro oder Mary Lattimore sowie von Vokalisten wie Melanie Charles, Elaine Mitchener, Wolf Weston, Justmadnice, Alya Al-Sultani, Akai Solo oder Fatboi Sharif montierte.
Mit DJ Haram betreibt Moor Mother zudem seit 2014 das Projekt 700 Bliss, das auf dem CTM Festival auftrat und 2018 mit Spa 700 eine zwischen Experimental Hip Hop und Deconstructed Club pendelnde EP veröffentlichte. Mit Roscoe Mitchell trat sie 2018 beim JazzFest Berlin auf. Weiterhin ist sie mit dem Art Ensemble of Chicago auf dessen Alben We Are on the Edge: A 50th Anniversary Celebration und The Sixth Decade: From Paris to Paris dokumentiert.

## Preise und Auszeichnungen
Als „Künstlerin des Jahres international“ erhielt Moor Mother den Deutschen Jazzpreis 2023.

## Diskografische Hinweise
Studioalben
- Fetish Bones (2016)
- The Motionless Present (2017)
- Analog Fluids of Sonic Black Holes (2019)
- Circuit City (2020)
- Black Encyclopedia of the Air (2021)
- Jazz Codes (2022)[4]
- The Great Bailout (2024)[6]

EPs
- Crime Waves (2017; mit Mental Jewelry)

## Schriften
- Fetish Bones – Book of Poetry (2016)
- Analog Fluids – Book of Poetry (2019)
- American Equations in Black Classical Music (2024)[7]